# L'Érotisme vu par...

L'Érotisme vu par... est une série de six courts métrages pour la plupart réalisés par des écrivains et diffusés le 30 avril 2001 à partir de 22 h 15 sur Canal+. La série est présentée par Jackie Berroyer.

## Liste des courts métrages
- Emmenez-la de Christine Angot, réalisé par Laetitia Masson, d'après La Peur du lendemain.
- La Rivière de Michel Houellebecq.
- Métamorphoses d'Alina Reyes.
- Caresses d'Oshun de Zoé Valdés.
- Les Mains de Jean Van Hamme, réalisé par Philippe Triboit.
- La Transgression sur l'autoroute... de Vincent Ravalec.